# My Time at Sandrock
My Time at Sandrock est un jeu vidéo d'action-RPG et de gestion de vie rurale, développé et édité par Pathea Games, sorti le 2 novembre 2023 sur PlayStation 4, PlayStation 5, Xbox One, Xbox Series, Nintendo Switch et PC à la suite d'une campagne de financement participative. Il fait suite à My Time at Portia.

## Trame
Le jeu se déroule dans un univers post-apocalyptique. L'action prend place dans la ville de Sandrock, située dans le désert Eufaula au sein de l'alliance des Cités Libres. L'eau est une denrée rare à Sandrock, l'unique source étant un oasis proche. Les travailleurs de Sandrock utilisent le bois et le métal qu'ils récupèrent des reliques pour construire leurs propres bâtiments, ainsi qu'un chemin de fer qui les relie au monde extérieur, transformant l'endroit en lieu de passage pour l'Alliance de Cités Libres.

## Système de jeu
My Time at Sandrock prend place dans un monde désertique et plutôt inoccupé,,. Le joueur incarne un constructeur qui doit rebâtir la ville dans ce lieu inhospitalier quasiment dépourvu d'eau, de bois et de métal,. Le joueur dispose d'un atelier et doit remplir des commandes demandées par des personnages non jouables. Ces missions nécessitent de récolter des ressources. Le gameplay du jeu propose plusieurs mécaniques de jeu tels que l'agriculture, l'exploration de donjons avec des éléments de RPG, et des phases de combat.

## Développement
My Time at Sandrock est développé par le studio chinois Pathea Games. Si son précédent jeu, My Time at Portia, a bénéficié de l'aide financière de Team17 en tant qu'éditeur, cette fois-ci, Pathea Games lance en octobre 2020 de manière indépendante, une campagne de financement participative via la plate-forme Kickstarter, laquelle est accompagnée par la diffusion d'une bande-annonce,. Le premier objectif est atteint en moins de 24 heures, si bien que le studio rajoute des objectifs supplémentaires,.
Le jeu est d'abord prévu comme une extension de My Time at Portia, mais son développement dense amène le studio à le concevoir comme un opus distinct prenant place dans le même univers post-apocalyptique, :

« Nous avons réalisé que pour raconter pleinement l'histoire de Sandrock, nous avions besoin de reprendre la production à zéro. Il nous fallait de meilleurs graphismes, une meilleure optimisation, une histoire plus dense et des systèmes de gameplay plus approfondis. Bref, nous avions besoin de meilleures conditions de production, de A à Z. »

De plus, le studio prévoit de lancer le jeu en accès anticipé sur Steam à partir du 31 mars 2021 pendant une année afin d'intégrer au fur et à mesure les mécaniques de jeu et de prendre en compte les retours des joueurs. Par la suite, le studio espère une sortie au cours de l'été 2022. Néanmoins, l'accès anticipé est repoussée au 26 mai 2022 pour ordinateur sur Steam et Epic Games Store.
Finalement, la version finale jeu sort le 2 novembre 2023 sur PlayStation 4, PlayStation 5, Xbox One, Xbox Series, Nintendo Switch et PC.